# Línea de sustentación nula
Referido a un perfil aerodinámico o un ala es el ángulo de ataque en el que se obtiene sustentación nula, es decir, resultante a lo largo de la perpendicular a la dirección del aire (coeficiente de sustentación, CL = 0). Para perfiles asimétricos dependiendo de su curvatura, positiva o negativa, tendrán una línea de sustentación nula de ángulo negativo o positivo respectivamente. Para perfiles simétricos, será la línea de simetría.
Cuando se realiza un maniobra acrobática que necesite volar perpendicular al suelo, puede estropearse si el ala produce sustentación. 